# Holzmüller-Doktrin
Als Holzmüller-Doktrin werden die Kernaussagen einer Entscheidung des deutschen Bundesgerichtshofs (BGH) vom 25. Februar 1982 (BGHZ 83, 122) bezeichnet. Dort nahm der BGH eine Rechtsfortbildung vor, die der Hauptversammlung einer Aktiengesellschaft (AG), die grundsätzlich nur über die gesetzlich geregelten, inhaltlich begrenzten Entscheidungskompetenzen verfügt, zusätzliche ungeschriebene Kompetenzen zusprach. Hiernach ist die Hauptversammlung an Geschäftsführungsentscheidungen des Vorstands zu beteiligen, die so schwerwiegend in die Rechte der Aktionäre eingreifen, dass der Vorstand nicht davon ausgehen darf, sie eigenverantwortlich treffen zu dürfen. Damit begründete die Holzmüller-Entscheidung eine Ausnahme vom Prinzip des § 76 Aktiengesetz (AktG), dass der Vorstand die AG eigenverantwortlich leitet.
Im zugrundeliegenden Fall bejahte das Gericht die ungeschriebene Kompetenz der Hauptversammlung für die Entscheidung über die Ausgliederung eines Betriebs, der ca. 80 % des Vermögens der AG ausmachte, auf eine Tochtergesellschaft.
Diese noch äußerst vage formulierte Holzmüller-Doktrin konkretisierte der BGH im Jahr 2004 in seiner Gelatine-Entscheidung (BGHZ 159, 30). Hiernach besteht die ungeschriebene Hauptversammlungskompetenz, wenn eine Maßnahme ca. 80 % des Unternehmenswerts ausmacht und den Einfluss der Aktionäre erheblich verkürzt (sog. Mediatisierungseffekt).

## Zugrundeliegender Sachverhalt: Die Holzmüller-Entscheidung aus Februar 1982
Die Holzmüller-Entscheidung betraf die Ausgliederung eines Seehafens aus einer Aktiengesellschaft auf eine Tochtergesellschaft. Die beklagte AG betrieb einen Holzhandel und einen Seehafen. Sie plante, letzteren auf eine neu zu gründende Gesellschaft auszugliedern: auf die Holzmüller KGaA, die zu 100 % im Eigentum der AG stehen sollte. Zu diesem Zweck gründete die AG diese Tochtergesellschaft und brachte den Hafen als Einlage ein. Der Vorgang war deshalb von besonderer Bedeutung, weil der Seehafen der mit Abstand wertvollste Betriebsteil der Aktiengesellschaft war. Er machte ca. 80 % ihres Gesamtvermögens aus.
Da der Hafen durch die Einbringung in die KGaA aus dem Vermögen der AG ausschied, erhob ein Aktionär Klage gegen die AG. Er begehrte die Feststellung, dass die Ausgliederung des Seehafens nichtig war, weil sie ohne Zustimmung der Hauptversammlung durchgeführt wurde. Für den Fall, dass die Übertragung doch wirksam gewesen sein sollte, verlangte der Aktionär die Rückübertragung des Seehafens in die AG. Wiederum hilfsweise verlangte er die Feststellung, dass die AG in Zukunft dazu verpflichtet sei, die Zustimmung der Hauptversammlung einzuholen, (1) bevor sie in ihrer Funktion als Gesellschafterin der Holzmüller KGaA in der dortigen Gesellschafterversammlung Beschlüsse fasse, die einer 3/4-Mehrheit bedürften und (2) bevor sie in der Holzmüller KGaA eine Kapitalerhöhung beschließe.

## Zentrale Aussagen der Holzmüller-Entscheidung

### Kein Verstoß gegen § 361 AktG a.F. durch die Übertragung des Seehafens
Der Fall war noch unter Geltung des mit Wirkung zum 1. Januar 1995 aufgehobenen § 361 AktG (heute: § 179a AktG) zu entscheiden. Diese Vorschrift ordnete an, dass eine AG sich grundsätzlich nur mit Zustimmung der Hauptversammlung dazu verpflichten konnte, ihr gesamtes Vermögen auf einen Dritten zu übertragen. Eine ohne diese Zustimmung abgegebene Verpflichtungserklärung war demnach unwirksam.
Der BGH ging in Übereinstimmung mit der Vorinstanz davon aus, dass diese Vorschrift nicht verletzt war. Zwar machte der Seehafen einen großen Teil des Gesellschaftsvermögens aus, allerdings verblieb mit dem Holzhandel ein eigenständiges, funktionsfähiges Geschäft bei der AG. Daher fehlte es an der von § 361 Abs. 1 S. 1 AktG a.F. vorausgesetzten Übertragung des gesamten Vermögens. Eine Analogie lehnte das Gericht ab, da dies zu einer beachtlichen Rechtsunsicherheit geführt hätte: Da § 361 Abs. 1 S. 1 AktG a.F. die Vertretungsmacht des Vorstands beschränkte, ein Verstoß also zur Unwirksamkeit von Rechtsgeschäften mit der AG führte, war bei der Anwendung dieser Norm in besonderem Maß Rechtsklarheit geboten. Auch eine faktische Satzungsänderung verneinte das Gericht, da die Satzung  ausdrücklich die Ausgliederung gestattete.

### Anerkennung ungeschriebener Kompetenzen der Hauptversammlung
Gleichwohl ging der BGH davon aus, dass die Hauptversammlung an der Ausgliederung hätte beteiligt werden müssen. Unmittelbar aus dem AktG ergebe sich zwar keine Kompetenz der Hauptversammlung. Der Vorstand könne jedoch auch bei Sachverhalten ausnahmsweise zur Vorlage an die Hauptversammlung verpflichtet sein, die zwingenden geschriebenen Zuständigkeiten der Hauptversammlung, wie etwa § 361 AktG, nahe kämen. Von einer solchen ungeschriebenen Hauptversammlungskompetenz sei hiernach auszugehen, wenn der Vorstand eine Maßnahme plane, die so schwer in die Rechte der Aktionäre eingreife, dass er nicht davon ausgehen könne, sie im Alleingang ohne Beteiligung der Hauptversammlung vornehmen zu dürfen. Gerade bei Ausgliederungen drohe eine beachtliche Verschlechterung der Aktionärsrechte, da diese hierdurch etwa die Möglichkeit verlieren, die Geschehnisse in der Tochtergesellschaft zu beeinflussen. Denn die Kompetenzen der Hauptversammlung beschränkten sich auf die AG; auf deren Tochtergesellschaften hätten sie unmittelbar keinen Einfluss. Diese werde vom Vorstand der AG eigenverantwortlich gesteuert.
Im vorliegenden Fall bejahte der BGH aus diesem Grund eine ungeschriebene Hauptversammlungskompetenz. Die Ausgliederung des Hafens „spielte sich im Kernbereich der Unternehmenstätigkeit ab, betraf […] den wertvollsten Betriebszweig und änderte die Unternehmensstruktur von Grund auf.“ Daher habe die Hauptversammlung der AG an der Ausgliederungsentscheidung beteiligt werden müssen.
Als dogmatische Grundlage für seine Entscheidung nannte das Gericht § 119 Abs. 2 AktG. Diese Vorschrift gestattet dem Vorstand, die Hauptversammlung an einer Entscheidung nach eigenem Ermessen zu beteiligen. Dieses Ermessen sei bei schwerwiegenden Eingriffen in Aktionärsrechte auf null reduziert.
Ungeachtet der Anerkennung einer Hauptversammlungskompetenz wies das Gericht den Antrag auf Feststellung der Nichtigkeit als unbegründet ab, da die fehlende Beteiligung der Hauptversammlung zwar einen Pflichtverstoß des Vorstands im Innenverhältnis gegenüber den Aktionären bedeutete, jedoch im Außenverhältnis nicht zur Unwirksamkeit der Maßnahme führte. Schließlich könne die Vertretungsmacht des Vorstands gemäß § 82 Abs. 1 AktG nur durch Gesetz beschränkt werden.
Verallgemeinert erweitert die Holzmüller-Doktrin die Kompetenzen der Hauptversammlung auf Entscheidungen, die zwar formal in die Zuständigkeit des Vorstandes fallen und auch durch die Satzung gedeckt sind, die aber schwerwiegend in die Rechte der Aktionäre eingreifen.

### Entscheidung über die Hilfsanträge
Den ersten Hilfsantrag, die Verpflichtung der AG zum Rückerwerb des Hafenbetriebs, wies der BGH ab. Das Gericht stellte zwar fest, dass der Kläger aus seiner Aktionärsstellung heraus einen Anspruch darauf hatte, dass die Gesellschaft seine Rechtsstellung nicht verletzt. Dieser Anspruch war jedoch aufgrund der kollidierenden gesellschaftsrechtlichen Treuepflicht ausgeschlossen: Der Kläger forderte erst zweieinhalb Jahre nach Abschluss der Ausgliederung die Rückübertragung. Deshalb wäre die Rückabwicklung der Ausgliederung so aufwändig gewesen, dass sie der Gesellschaft nicht zugemutet werden konnte.
Zum zweiten Hilfsantrag entschied der BGH, dass die Aktionäre der Obergesellschaft einen Anspruch darauf hätten, „bei grundlegenden, für ihre Rechtsstellung bedeutsamen Entscheidungen in der Tochtergesellschaft [wie eine Kapitalerhöhung] über ihre Hauptversammlung so beteiligt zu werden, wie wenn es sich um eine Angelegenheit der Obergesellschaft selbst handelte.“ Dies erfasse zwar nicht alle Maßnahmen, die eine Drei-Viertel-Mehrheit voraussetzen, jedoch zumindest Kapitalerhöhungen.

## Rezeption der Holzmüller-Entscheidung im juristischen Schrifttum und in der Praxis

### Anfänglich überwiegende Ablehnung
Die Holzmüller-Entscheidung wurde im Schrifttum unmittelbar nach ihrer Veröffentlichung nur teilweise begrüßt, da auch dort bereits vertreten wurde, dass die Aktionäre an grundlegenden Entscheidungen auch ohne geschriebene Hauptversammlungskompetenz zu beteiligen waren. Überwiegend wurde die Holzmüller-Entscheidung kritisch gesehen.
Vorgeworfen wurde der Entscheidung zunächst, dass sie zu beachtlicher Rechtsunsicherheit führe und dadurch Unternehmen behindere. Beklagt wurde insbesondere, dass die Entscheidung kaum präzise Kriterien enthalte, um zu beurteilen, wann von einem schwerwiegenden Eingriff ausgegangen werden kann. Der Leitsatz entspreche in seiner Unschärfe einer Generalklausel.
Kritik wurde weiterhin an der verstärkten Einbindung der Hauptversammlung in die Geschäftsleitung geübt. Die Maßnahmen, die Gegenstand der Holzmüller-Entscheidung waren, waren Angelegenheiten der Geschäftsleitung, die der Vorstand gemäß § 76 Abs. 1 AktG eigenverantwortlich ausübt. Die Hauptversammlung sei weder auf die richterrechtliche Entscheidungskompetenz angewiesen, noch sei sie entsprechend ausgestattet.
Schließlich bemängelten einige Stimmen, dass die dogmatische Begründung der Holzmüller-Entscheidung nicht überzeuge: § 119 Abs. 2 AktG bezwecke den Schutz des Vorstands, da er diesem den Weg zum Haftungsausschluss nach § 93 Abs. 4 S. 1 AktG eröffnet; es sei unstimmig, hierauf eine ungeschriebene Kompetenz zum Schutz der Aktionäre zu stützen.

### Auswirkungen der Entscheidung auf die Praxis
In der Praxis führte die Holzmüller-Entscheidung dazu, dass Vorstände Hauptversammlungen häufig vorsorglich an Unternehmensentscheidungen beteiligten, da sie Risiko  verringern wollten, ungeschriebene Hauptversammlungskompetenzen zu verletzen, allerdings wegen der vagen Vorgaben des BGH nur schwer beurteilen konnten, ob im jeweiligen Fall tatsächlich eine solche Kompetenz bestand.

### Durchsetzung einer zustimmenden Sichtweise
Später setzte sich jedoch eine zustimmende Sichtweise durch, da der durch Holzmüller intendierte, verstärkte Schutzes der Aktionäre von vielen begrüßt wurde. Im Schrifttum wurden daraufhin zahlreiche Ansätze erörtert, um die vagen Vorgaben aus der Holzmüller-Entscheidung zu konkretisieren. Umstritten war vor allem, ab wann die Schwelle zur ungeschriebenen Hauptversammlungskompetenz überschritten war. Hier gab es große Schwankungen, wobei viele Stimmen ungeschriebene Kompetenzen bereits in Sachverhalten für einschlägig hielten, in denen das Gesellschaftsvermögen zu einem deutlich geringeren Anteil betroffen war als im Holzmüller-Fall; genannt wurden etwa Schwellwerte zwischen 10 und 50 Prozent des Vermögens.

## Weiterentwicklung der Holzmüller-Doktrin durch die Gelatine-Entscheidungen von 2004
Die Unklarheit der Holzmüller-Grundsätze und die zum Teil weitreichenden Konkretisierungsansätze des Schrifttums hatten die Gerichtspraxis verunsichert. Im Jahr 2004 präzisierte der BGH daher die Holzmüller-Doktrin in den sog. „Gelatine-Entscheidungen“. In dieser Entscheidung stellte er klar, dass sich die ungeschriebene Hauptversammlungszuständigkeit auf Ausnahmefälle beschränkt.

### Sachverhalt
Diese Entscheidungen hatten Umstrukturierung innerhalb eines Konzerns zum Gegenstand. Die Beklagte, eine Aktiengesellschaft, die Gelatine herstellte, hatte ihre Beteiligung an zwei im Ausland ansässigen Gesellschaften an eine Tochtergesellschaft übertragen. Als ein Aktionär dies angriff, wandte sich der Vorstand an die Hauptversammlung, die die Maßnahme mit einer Mehrheit von ca. 70 % genehmigte. Im Anschluss übertrug die Gesellschaft mit einer Mehrheit von knapp 66 % eine weitere Beteiligung auf eine ihrer Tochtergesellschaften.
Der Kläger erhob Anfechtungsklage gegen den Beschluss, weil er die Übertragung der Anteile an die ausländischen Gesellschaften für unwirksam hielt. Bei der Maßnahme habe es sich um eine grundlegende Umstrukturierung der Aktiengesellschaft gehandelt, weshalb nach den Grundsätzen der Holzmüller-Entscheidung die Hauptversammlung zu beteiligen gewesen sei, die – in Anlehnung an § 179 Abs. 2 AktG – mit einer Dreiviertelmehrheit für den Beschluss habe stimmen müssen.

### Entscheidung
Der BGH bekannte sich zunächst zur Holzmüller-Doktrin und stellte fest, dass sich auf ihrer Grundlage ungeschriebene Hauptversammlungskompetenzen ergeben konnten. Dementsprechend prüfte er im Anschluss, ob ein hinreichend schwerwiegender Eingriff in die Rechte der Aktionäre vorlag. Die Schwere beurteilte er anhand zweier Kriterien, die kumulativ vorliegen mussten, einem qualitativen und einem quantitativen Element.

#### Qualitativ: Mediatisierungseffekt
Das qualitative Kriterium bezieht sich auf die Verkürzung der Aktionärsrechte. Der BGH knüpfte die ungeschriebene Hauptversammlungskompetenz an das Vorliegen eines Mediatisierungseffekts. Ein solcher liege vor, wenn Aktionärsrechte durch eine Rechtshandlung faktisch verkürzt werden. Dies könne insbesondere dadurch geschehen, dass eine AG Beteiligungen abgibt: Hierdurch verringere sie ihr Vermögen, was die Einflussmöglichkeiten der Aktionäre reduziere, also eine Machtverschiebung zu deren Nachteil bedeute.
Der BGH begründete das Mitspracherecht der Aktionäre mit der Aufgabe des Vorstands, das ihm anvertraute Vermögen der Aktionäre zu verwalten. Allerdings liege die Geschäftsführung nach dem Konzept des AktG grundsätzlich beim Vorstand. Deshalb habe die Hauptversammlung nur ausnahmsweise ein Mitspracherecht.

#### Quantitativ: Mindestens 80% des Gesellschaftswerts
In quantitativer Hinsicht verlangte der BGH, dass die Entscheidung die Grundstruktur der Gesellschaft berührt. Deren Gestaltung obliege der Hauptversammlung. Daher sei diese an Maßnahmen zu beteiligen, die die Grundstruktur der Gesellschaft erheblich verändern, die also faktisch wie eine Satzungsänderung wirken. Hiervon sei auszugehen, wenn die Maßnahme für die Gesellschaft ähnlich bedeutend sei wie es die Ausgliederung im Fall Holzmüller war, die 80 % des Gesellschaftsvermögens betraf. Ausdrücklich wandte sich der BGH damit gegen Stimmen aus dem Schrifttum, die ungeschriebene Kompetenzen bereits für möglich hielten, wenn lediglich zwischen 10 und 50 % des Gesellschaftsvermögens betroffen waren. Die ungeschriebene Hauptversammlungskompetenz sollte damit auf seltene Ausnahmefälle beschränkt sein.

#### Rechtsfolge bei Erfüllung der genannten Kriterien
Sei nach diesen Grundsätzen die Zustimmung der Hauptversammlung für eine Geschäftsführungsmaßnahme einzuholen, bedürfe diese einer Dreiviertel-Mehrheit des vertretenen Grundkapitals. Diese Mehrheit könne nicht durch die Satzung modifiziert werden. Die Notwendigkeit der Dreiviertel-Mehrheit gewährleiste eine angemessene Beteiligung der Aktionäre an der Maßnahme.
Die ungeschriebene Kompetenz der Hauptversammlung beeinflusse jedoch nur das Innenverhältnis der Gesellschaft; die Vertretungsmacht des Vorstands gegenüber Dritten werde durch die Holzmüller-Gelatine-Grundsätze nicht begrenzt. Handele der Vorstand daher ohne Zustimmung der Hauptversammlung, obwohl eine solche hätte eingeholt werden müssen, sei die Rechtshandlung nach außen dennoch wirksam.

#### Dogmatische Grundlage
In dogmatischer Hinsicht gab der BGH die Anbindung der ungeschriebenen Kompetenzen an § 119 Abs. 2 AktG im Anschluss an die herrschende Lehre ausdrücklich auf. Ebenfalls verwarf er den im Schrifttum favorisierten Begründungsansatz über eine Gesamtanalogie zu anderen Mitspracherechten der Hauptversammlung, weil diese Normen bei Verstößen regelmäßig die Nichtigkeit der jeweiligen Maßnahme vorsehen, was der BGH in den Holzmüller-Fällen nicht wollte. Stattdessen begründete der BGH die ungeschriebenen Kompetenzen mit einer offenen Rechtsfortbildung.

## Weitere Entwicklung
Die Gelatine-Entscheidung von 2004 ist bislang die letzte Entscheidung des BGH, die sich ausführlich mit der Holzmüller-Doktrin auseinandergesetzt hat. Nachfolgende Urteile griffen diese lediglich knapp auf. So verneinte der BGH etwa die Anwendbarkeit der Holzmüller-Doktrin, als eine AG den Rückzug von der Börse beschlossen hatte. Bei diesem Delisting fehle es an einem Eingriff in die Struktur der Aktiengesellschaft. Gleichwohl bejahte der BGH in diesem Fall unter Rückgriff auf die Eigentumsgarantie des Art. 14 GG eine ungeschriebene Hauptversammlungszuständigkeit, weil das Delisting die Verkehrsfähigkeit der Aktien erheblich beeinträchtigte.
Bislang ungeklärt ist, ob die Holzmüller-Doktrin auch die Kompetenzordnung einer KGaA beeinflusst. Der BGH hat sich hiermit noch nicht auseinandergesetzt. Das überwiegende Schrifttum bejaht dies, ebenso das OLG Stuttgart. Das OLG begründet dies damit, dass auch in der KGaA Aktionärsrechte durch Strukturänderungen der Gesellschaft erheblich verkürzt werden können, weshalb den Aktionären auch hier ein begrenztes Mitspracherecht einzuräumen sei. Die verneinende Gegenansicht hält dem entgegen, dass der Konflikt zwischen Gesellschaftern und Geschäftsführern sich bei der KGaA nicht in dem Maß stelle, wie er es bei der AG tut. Daher sei die Holzmüller-Doktrin nicht auf diese Rechtsform übertragbar.